# توماس رودریک دیو
توماس رودریک دیو (Thomas Roderick Dew)‏ (۱۸۰۲–۱۸۴۶)، استاد و بعداً رئیس کالج ویلیام و ماری بود. وی یکی از طرفداران تأثیر گذار برده‌داری بود.

## زندگی‌نامه
توماس دیو در ۱۸۰۲ میلادی در شهرستان کینگ و کوین در ویرجینیا زاده شد، او فرزند سروان توماس دیو و لوسی گیتوود دیو بود. پدر وی یک سرباز انقلابی جنگ بوده و مؤسس دیوسوایل بود، دیوسوایل به یک نخلستان شکوفا در نزدیکی شهرستان کینگ و کوین مبدل شد. وی در کالج ویلیام و مری پذیرفته شده و در ۱۸۲۰ میلادی از آنجا فارغ‌التحصیل گردید و متعاقب آن چندین سال را برای آموزش در اروپا گذراند. وی از ۱۸۲۷ تا ۱۸۳۶ میلادی به عنوان پروفسور تاریخ، متافیزیک و اقتصاد سیاسی در کالج ویلیام و مری خدمت نموده و پس از آن تا زمان مرگش در ۱۸۴۶ میلادی بر اثر برونشیت، به عنوان رئیس این کالج خدمت کرد. وی دو پیشنهاد مبنی بر شرکت در سیاست را رد نموده و همچنین دعوت برای تدریس در کالج کارولینای جنوبی (امروزه معروف به دانشگاه کارولینای جنوبی) و دانشگاه ویرجینیا را نپذیرفت. مدت کوتاهی قبل از مرگش، او با ناتالیا هی ازدواج کرد. او در جریان ماه عسل شان در پاریس درگذشت؛ جسد وی چندی بعد به سردخانه‌ای در زیر کلیسای کوچک در محوطه کالج ویلیام و مری منتقل گردید. بازمانده وی چارلز ب. دیو، پروفسور تاریخ جنوب آمریکا در کالج ویلیامز است و کتاب خلق یک نژادپرست (۲۰۱۶) را بر مبنای سنت نژادپرستی خانواده جنوبی خود، نوشت.
دیو زمانی در سطح ملی به شهرت رسید که در ۱۸۳۸ میلادی به تعرفه که در همان سال تصویب شده بود («تعرفه بیزاری») حمله کرد. او طرف‌دار تجارت آزاد بود و استدلال می‌کرد که مالیات بر صادرات باعث منفعت تولیدکنندگان شمالی می‌گردد اما هزینه مزرعه‌داران جنوبی را بلند می‌برد. وی از بانک‌های ایالتی در مقابل یک بانک ملی حمایت می‌کرد، به این دلیل که بانک‌داری مرکزی به حکومت این امکان را می‌دهد تا کنترل به مراتب بیشتری بر اقتصاد داشته باشد. بزرگ‌ترین کتاب وی هضم قوانین، رسم‌ها، سلوک و نهادهای ملت‌های باستانی و مدرن (۱۸۵۳ میلادی) بود. یکی از منابع لغت‌نامه کلاسیک و باستان شناختی ۱۸۴۰ از پی. آستین نوتال بود.

## دیو و برده‌داری
در ۱۸۳۲ میلادی، وی مقاله‌ای در مورد گفتمان ۱۸۳۱–۱۸۳۲ مشهور برده‌داری در مجلس عمومی ویرجینیا، تحت عنوان مروری بر بحث‌های قانونی در ۱۸۳۱ و ۱۸۳۲ نوشت که به مراتب فراتر رفت و به یک جنبش نقطه پایان بخشید، سپس با فرض‌نمودن ابعاد قابل ملاحظه، ادعای پایان برده‌داری در ویرجینیا را نمود. گفتمان قانونی ویرجینیا واکنشی بود بر شورش برده‌داری نات ترنر در اوت ۱۸۳۱. «همانند بیشتر سفیدپوستان جنوب آمریکا، او نیز استدلال کرد که سفیدپوستان و سیاه‌پوستان آزاد شده نمی‌توانند کنار هم در آرامش زندگی کنند… دیو نظریه کوچ اجباری سیاه‌پوستان آمریکایی آزاد شده به آفریقا را یک روش پیش‌گیرانهِ گران‌قیمت و از لحاظ لوژستیکی غیرممکن خوانده و بیان داشت که تبعید سیاه‌پوستان باعث می‌شود تا از منفعت ویرجینیا به عنوان «ایالتی که سیاه‌پوستان را برای سایر ایالت‌های جنوبی پرورش می‌دهد» جلوگیری می‌کند. هرچند موضوع وی برای بسیاری خوانندگان اهل جنوب آمریکا قانع‌کننده بود، اما جیسی بورتون هریسون اهل لینچبرگ، ویرجینیا یک پاسخ قوی نوشته و استدلال نمود که تبعید (کوچ اجباری برده‌ها به آفریقا) یک امر ممکن بوده و این‌که برده‌داری از نظر اقتصادی ناکارا بود.: 21–47 
در نخستین سخنرانی خود به عنوان رئیس کالج ویلیام و مری، «وی به مزرعه‌داران جوان نصیحت کرد تا در مقابل آن‌های که می‌خواهند برده‌داری را از بین ببرند، مقاومت کنند. دیو روی اهمیت آموزش علوم مقدماتی به‌طور وسیع تأکید نمود، اما اخلاقیات و علوم سیاسی را به‌طور برجسته به عنوان مهم‌ترین موضوعات آموزشی مستثنی کرد».
دیو در جنوب آمریکا از احترام خوبی برخوردار بود؛ نوشته‌های وی که به‌طور گسترده توزیع می‌گردند، باعث تحکیم نظریه عمومی نسبت به طرف‌داری از برده‌داری شد. کار وی با کارهای جراح و پزشک سامویل ای. کارت‌رایت مقایسه شده‌است، کارت‌رایت کسی بود که از برده‌داری دفاع نموده و «بیماری‌های» دراپتومانیا («جنونی» که باعث فرار برده‌ها می‌گردید) و دیسایستیسا ایتیوپیکا («رذالت») را کشف کرد که هر دو بیماری با ضرب و شتم «درمان» می‌گردید. مقاله ۱۸۳۳ دیو مجدداً در ۱۸۴۹ به نشر رسید و همراه با نوشته‌های هارپر، هموند و سیمس در استدلال‌های طرف‌داری از برده‌داری جمع‌آوری گردید.
بیشتر افراد در آن زمان، دیو را برای مغلوب کردن پیشنهادهای برای پایان برده‌داری در دهه ۱۸۳۰ میلادی در ویرجینیا، تحسین نمودند. وی حتی با آزادی تدریجی نیز مخالف بود. آموزه‌های دیو و نوشته‌های وی روی نسل‌های بعدی که مخالف بازسازی ایالات متحده بودند و قوانین جیم کرو را ساختند، تأثیر گذار بود.: 1137–1139 

## نظر دیو پیرامون مرد و زن
نظریه دیو در مورد تفاوت میان جنسیت‌ها، در فرهنگ زندگی‌نامه ویرجنیا، قرار ذیل توصیف شده‌است:
دیو، زنان را به عنوان افراد فروتن، منفعل، پاک‌دامن و از نظر دینی پارسا توصیف نموده و این خصیصه‌ها را به ضعف فیزیکی زنان که باعث وابستگی آن‌ها به حسن نیت مردان می‌شود، نسبت می‌دهد. وی همچنین تصریح نمود که در تمامی فرهنگ‌ها و دوره‌های تاریخی، مردان نسبت به زنان از نظر هوش‌مندی برتر بودند، اما وی تفاوت در ذات و مدت آموزش را مقصر این تمایز می‌پنداشت، نه استعداد طبیعی. دیو استدلال نمود که نپذیرفتن مشقت زنان یک امر مناسب است، چون تمرکز شدید آن‌ها نسبت به خانواده شان، از توانایی آن‌ها برای رسیدن به پیشرفت‌های سیاسی جلوگیری نموده‌است.
وی سختی‌های که مردان در بازار کار به آن مواجه می‌شوند و تقریباً قدرت بی‌رحمی که برای بقا در این چنین یک فضای رقابتی نیاز است را تشریح کرد. وی بیان داشت که شجاعت و جسور بودن خصیصه‌های مردان هستند. از نظر دیو، زنان وابسته و ضعیف، اما چشمه‌ای از قدرت خواستنی بودند.